# 电致发光显示器
電致發光顯示器（Electroluminescent Display，ELD）是一種利用電致發光现象的顯示技術。電致發光（Electroluminescence，EL）是指電流或強電場通過材料時，材料發出光線的光學和電學現象。這種顯示器的基本原理是將合適的發光材料（如砷化鎵）夾在兩層導體間；當電流流過時，材料層便會發出可見光。
1907年，Captain Henry Joseph Round 在研究碳化硅（SiC）時發現了電致發光。直到1960年代，電致發光顯示器（ELD）才開始在商業上使用。
由於 EL 的原理是當材料接通電流時，原子中的電子被激發并發光，而不同的原子具有不同能級的電子；所以通過改變材料的組成，可以發出不同顏色的光。電致發光顯示器 ELD 的基本構造如下：兩層平坦互相垂直的不透明電極板，中間夾著 EL 材料，這樣每一個交點便是電流接通點，該處的 EL 材料便可以發光，成為一個像素；頂層必須透明，使光能穿透。
電致發光顯示器的優點在於其具有高的可靠度，長壽命和自體發光的個性，缺點在於其耗功率大，且顯示全彩能力受限。